# Маска скорботи

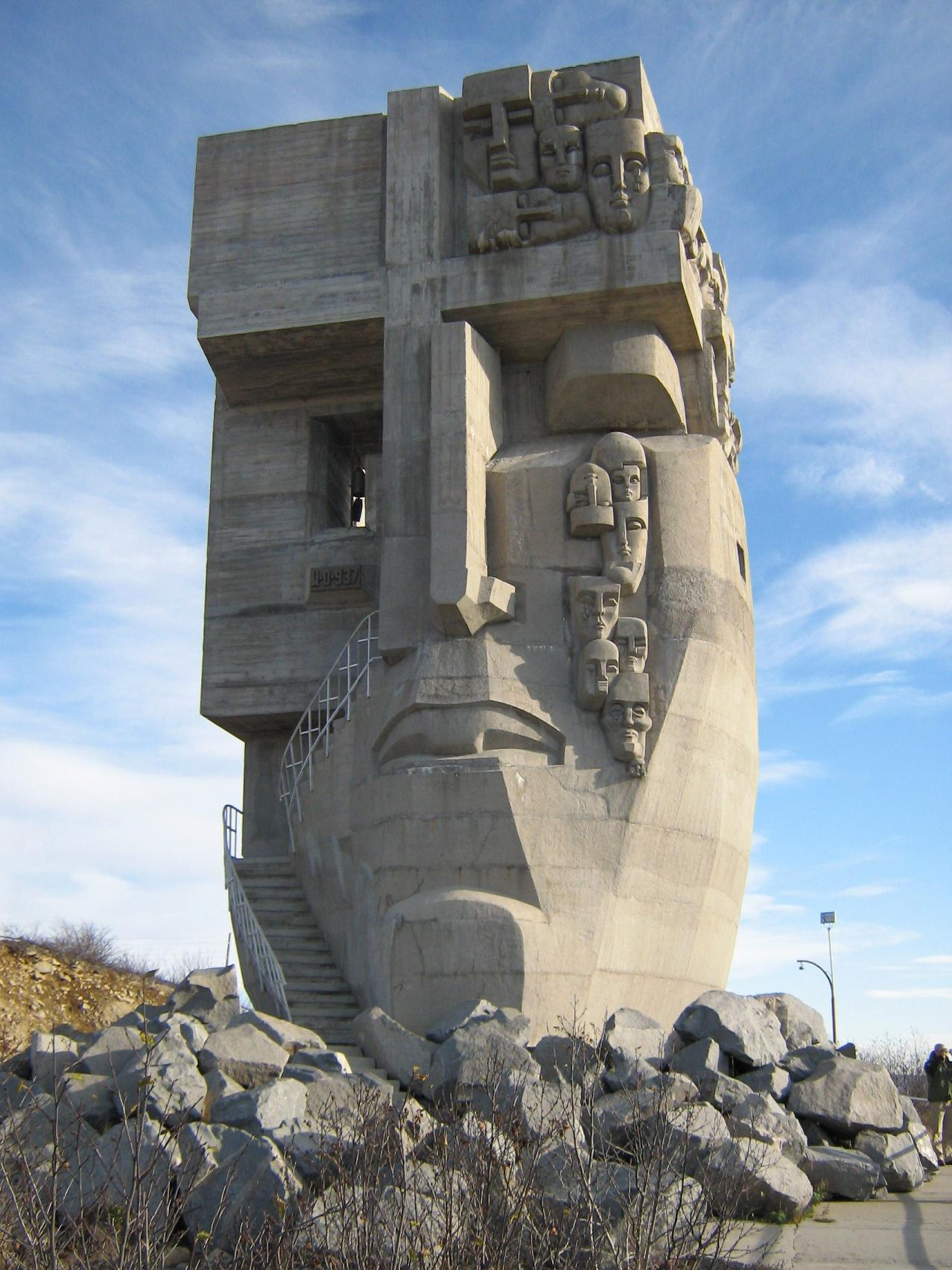
Маска скорботи

59°35′30.62″ пн. ш. 150°48′43.65″ сх. д. / 59.5918389° пн. ш. 150.8121250° сх. д.
Маска скорботи — монумент заввишки в 15 метрів, присвячений пам'яті жертв масових репресій в Радянському Союзі, які були поміщені у виправно-трудових таборах ГУЛАГу на Колимі. Пам'ятник займає площу 56 м².
Скульптура із монолітного залізобетону була встановлена на сопці «Крута» в Магадані 12 червня 1996 року. У цьому ж році її автор — скульптор Ернст Неізвєстний, батьки якого також були жертвами репресій 30-х років, удостоївся Державної премії Російської Федерації. Архітектор скульптури — Каміль Казаєв.
Пам'ятник встановлений коштом Уряду Росії та пожертвуваннями від міст: Новосибірськ, Москва, Самара, Санкт-Петербург, Тамбов, Магадан, Анкоридж (побратим Магадана), особистий внесок вніс Е. Неізвєстний.

## Опис скульптури
Монументом є обличчя людини, з лівого ока якого течуть сльози у вигляді маленьких масок. Праве око зображене у формі вікна з ґратами. У лівому верхньому кутку «Маски скорботи» — вітровий дзвін. На зворотному боці видно жінок, що плачуть (бронза), і обезголовлений чоловік на хресті. У середині монумента знаходиться копія типової тюремної камери сталінських часів.